# حاسوب شبكي

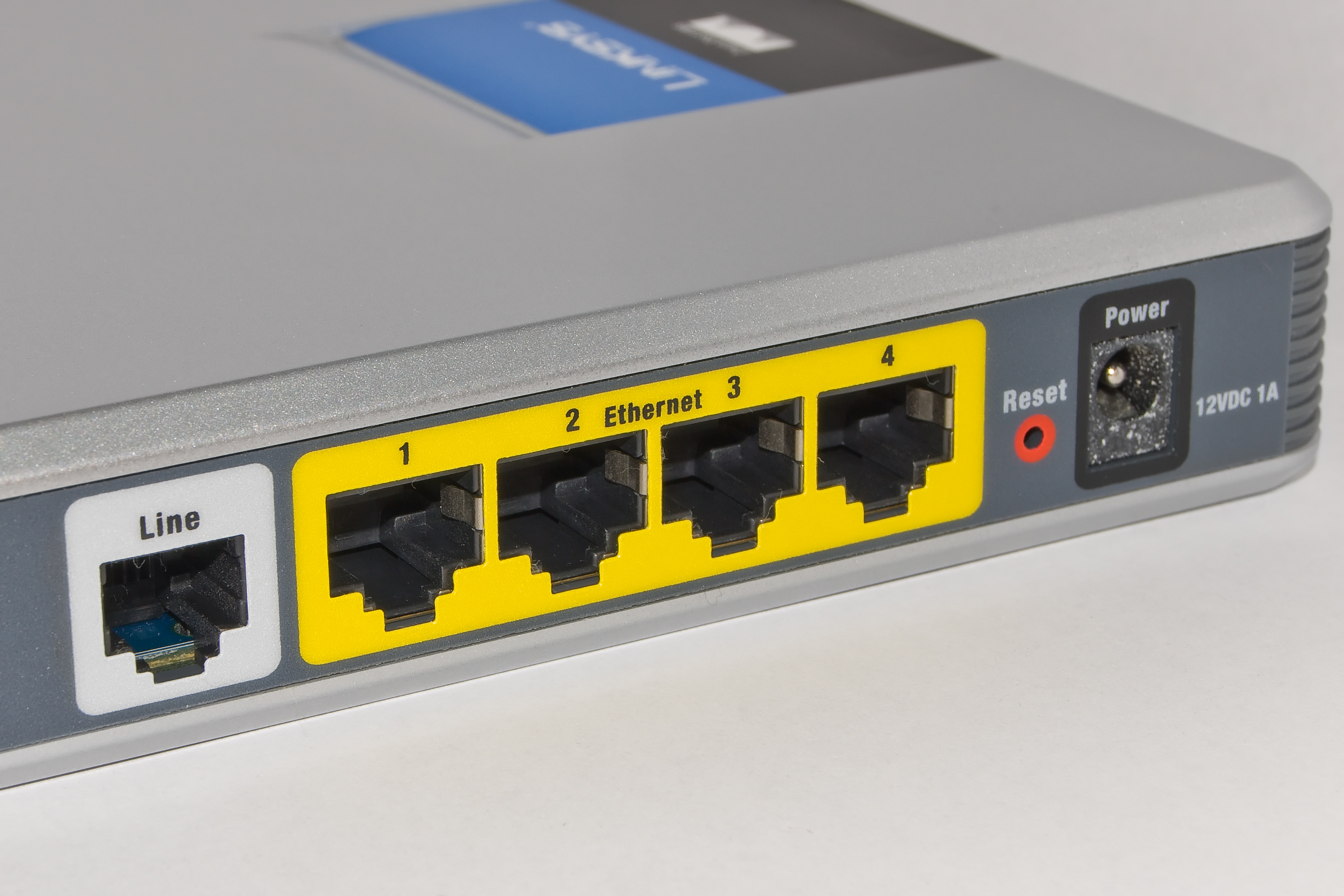

الحاسوب الشبكي (اختصاره NC) هو علامة تجارية لـ شركة أوراكل استُخدمت منذ عام 1996 تقريبًا وحتى عام 2000 لتسويق مجموعة من أجهزة حاسوب سطح المكتب بلا أقراص. وقد اشتركت شركة صن ميكروسيستمز وآي بي إم وغيرها في تصميم وتصنيع الأجهزة. وصُممت الأجهزة بحد أدنى من المواصفات بناءً على ملف التعريف المرجعي للحاسوب الشبكي. وتم توظيف هذه العلامة التجارية أيضًا كمصطلح تسويقي سعيًا وراء الترويج لهذا التصميم من الحواسب داخل المؤسسة وبين المستهلكين.
ويستخدم هذا المصطلح في الوقت الحالي بشكل متبادل لوصف حاسوب سطح مكتب بلا أقراص أو العميل التابع.
كان الهدف من ماركة الحاسوب الشبكي هو إظهار وتوقع نطاقٍ واسع من أجهزة حاسوب سطح المكتب من مختلف الممولين بحيث تكون أرخص وأسهل في التعامل من المعروفة باسم العميل الثري (fat client) لأجهزة سطح المكتب. وذلك نظرًا لقوة تصميمها الخالي من الأقراص وانخفاض سعر مكوناتها المادية وبرامجها. ولكن التدنّي السِلَعي لمكونات حاسوب سطح المكتب والوفرة الزائدة في البدائل البرمجية وشيوعها في حاسوب سطح المكتب الكامل مثل محطات عمل بلا أقراص والعميل التابع وتطبيقات العميل المختلطة، لم تحقق ماركة الحاسوب الشبكي الرواج الذي كانت تسعى إليه شركة أوراكل وكان مصير هذه الماركة في النهاية هو الإيقاف.

## معلومات تاريخية
ربما يرجع فشل الحاسوب الشبكي في قلب الموازين كما توقّع لاري إليسون إلى عدة عوامل. العامل الأول هو الهبوط السريع لأسعار أجهزة الكمبيوتر إلى أقل من 1000 دولار مما جعل المنافسة صعبة للغاية. والعامل الثاني هو أن البرمجيات المتاحة لأجهزة الحاسوب الشبكي لم تكن متطورة أو مفتوحة.
العامل الثالث هو أن فكرة هذا الحاسوب كانت سابقة لوقتها، حيث إنه في عام إطلاق الحاسوب الشبكي في 1996، كان اتصال الإنترنت المنزلي النموذجي مجرد طلب هاتفي سرعته 28.8 كيلو بايت/ثانية. ولم يكن هذا كافيًا لتوصيل المحتوى القابل للتنفيذ. ولم تكن الشبكة العنكبوتية العالمية ذاتها منتشرةً حتى حدوث الطفرة فيها عام 1998. وفوق كل هذا، أعلن عدد قليل للغاية من مزودي خدمة الإنترنت في الصحف الرئيسية (على الأقل خارج أمريكا) كما كانت المعرفة بالإنترنت محدودة. كان هذا سببًا لتوقف الناس عن التدافع لشراء ما رأوه حينها جهازًا لائقًا للغاية ولكنه بوضوحٍ لا يروق لهم.
وما يدعو للسخرية هو أن نهاية الحواسب الشبكية كانت مثلها تمامًا مثل «الأجهزة الطرفية البسيطة» والتي كان من المفروض أن تحل هي محلها، وكان ذلك لأن البنية التحتية الخلفية الخاصة لم يكن متوفرة بعد. أُطيح بالحواسب الشبكية في فترة التسعينيات التي كانت تقوم بالتمهيد عبر الشبكة إلى نظام Unix ووضعت علامة X عليها لتحديد وظيفتها كمجرد أجهزة طرفية. وعلى الرغم من أن مساعي الحاسوب الشبكي تعد استخدامًا دون المستوى الأمثل للأجزاء المادية للحاسوب الشبكي، غير أن الحواسيب الشبكية تعمل بشكلٍ جيد كأجهزة طرفية وتعتبر أرخص من الأجهزة الطرفية المبنية خصيصًا لهذا الغرض.

## معايير ومسودة عمل الحاسوب الشبكي

### ملف التعريف المرجعي
يتطلب المعيار المبدئي للحوسبة الشبكية وهو ملف التعريف المرجعي للحاسوب الشبكي (NCRef) أن تدعم جميع أجهزة «الحاسوب الشبكي» إتش تي إم إل وجافا وإتش تي تي بي وجيه بي إي جي ومعايير أخرى.

### معايير أخرى
نظرًا لعدم استخدام الكثير من الحواسب الشبكية وحدات المعالجة المركزية من شركة إنتل أو برامج مايكروسوفت، قامت شركتا مايكروسوفت وإنتل بتطوير معيار جديد مُنافس اسمه وحدة المعالجة المركزية للشبكة (NetPC). من البدائل الأخرى لملف التعريف المرجعي للحاسوب الشبكي ويبريف (WeBRef) (وهو عبارة عن الأنظمة الشبكية لكلٍ من شركة موتورولا وإتش دي إس (HDS)) بالإضافة إلى شركة أودين (Odin) (القومية لأشباه الموصلات). The HDS @workStation was stated to ship by the end of June 1996.